# Hackelochloa granularis
Hackelochloa granularis är en gräsart som först beskrevs av Carl von Linné, och fick sitt nu gällande namn av Carl Ernst Otto Kuntze. Hackelochloa granularis ingår i släktet Hackelochloa och familjen gräs. Inga underarter finns listade i Catalogue of Life.